# Четыре свободы (Европейский союз)
Четыре свободы (англ. Four freedoms) — термин, используемый в рамках европейской экономической интеграции. Истоки этого термина уходят к Римскому договору 1957 года об учреждении Европейского экономического сообщества. Возникшее на более поздней ступени понятие Единого экономического пространства, развивая положения Римского договора, подразумевает движение в сторону создания условий для свободного перемещения товаров, услуг, рабочей силы и капитала.
Развитие между странами-участниками общего рынка (впоследствии переименованного в единый рынок), а также создание таможенного союза были двумя из основных целей создания Европейского экономического сообщества. При этом, если таможенный союз подразумевает запрещение любых пошлин в торговых отношениях между государствами-членами и формирование общего таможенного тарифа по отношению к третьим странам, то общий рынок распространяет эти принципы и на другие препятствия конкуренции и взаимодействия экономик стран союза, гарантируя так называемые четыре свободы:
- свободу движения товаров,
- свободу движения лиц,
- свободу движения услуг,
- свободу движения капитала[2].

Исландия, Лихтенштейн, Норвегия и Швейцария входят в общий рынок, но не в таможенный союз.
Свобода движения капитала подразумевает не только возможность беспрепятственных платежей и переводов через границы, но и покупку недвижимости, акций компаний и инвестирование между странами. До принятия решения о формировании экономического и валютного союза развитие положений о свободе капитала шло медленно. По принятию Маастрихтского договора Европейский суд начал ускоренно формировать решения в отношении ранее пренебрегаемой свободы. Свобода перемещения капитала действует также и на отношения между странами — участниками ЕС и третьими странами.
Свобода движения лиц означает, что гражданин Евросоюза может беспрепятственно перемещаться между странами союза в целях проживания (в том числе и по выходу на пенсию), работы и учёбы. Обеспечение этих возможностей включает упрощение формальностей при переезде и взаимное признание профессиональных квалификаций.
Свобода движения услуг и свобода учреждения позволяет лицам, занимающимся самостоятельной экономической деятельностью, свободно перемещаться между странами союза и заниматься этой деятельностью на постоянной или на временной основе. Несмотря на то, что услуги представляют 70 % ВВП и рабочих мест в большинстве государств-членов, законодательство в отношении этой свободы не столь развито, как в области других устанавливаемых свобод. Этот пробел был недавно восполнен принятием директивы об услугах на внутреннем рынке с целью снятия ограничений между странами по оказанию услуг.